# Sarmenticola
Sarmenticola là một chi thực vật có hoa trong họ Lan.